# Церковь Святого Спасителя (Гюмри)
Церковь Святого Спасителя, также известная как Церковь Всеспасителя или Сурб Аменапркич (арм. Սուրբ Ամենափրկիչ Եկեղեցի) — армянская церковь XIX века, находящаяся в центре города Гюмри на площади Вардананц. Построена в 1858—1872 годах по проекту Тадевоса Андикяна, освящена в 1873 году. Напоминает внешне Анийский собор.

## История
В 1850-е годы в центре Александрополя (прежнее название Гюмри) стояли храм Армянской апостольской церкви и храм Греческой православной церкви. Армяне в городе настаивали на строительстве крупного храма на месте двух церквей. С 1858 по 1872 годы шло строительство храма под руководством Тадевоса Андикяна. Место было выбрано на заболоченном берегу реки в центре города, чтобы храм во время землетрясения свёл к минимуму силу подземных толчков. Строительство велось на средства населения Александрополя, в том числе богатой семьи Дрампянов. Помимо Андикяна, в строительстве участвовал мастер Манук Петросян, руководивший работой по дереву. Его прозвали «праведным Мануком» за то, что он сам закрепил большой крест на главном куполе. Вместе с Андикяном он участвовал в реставрации разных храмов.
Церковь освятили в 1873 году. В 1882 году рядом с северным фасадом была возведена пристройка. При церкви действовала приходская школа. В 1926 году церковь устояла после Ленинаканского землетрясения, однако в 1930-е годы церковь национализировали, взорвав в 1932 году колокольню. В 1964 годы колокольню восстановили, однако в церкви службы не проводились — в здании располагались музей и филармония. В 1988 году во время Спитакского землетрясения церковь была почти полностью разрушена. В 2002 году начался процесс восстановления здания. Церковь была восстановлена в 2014 году.

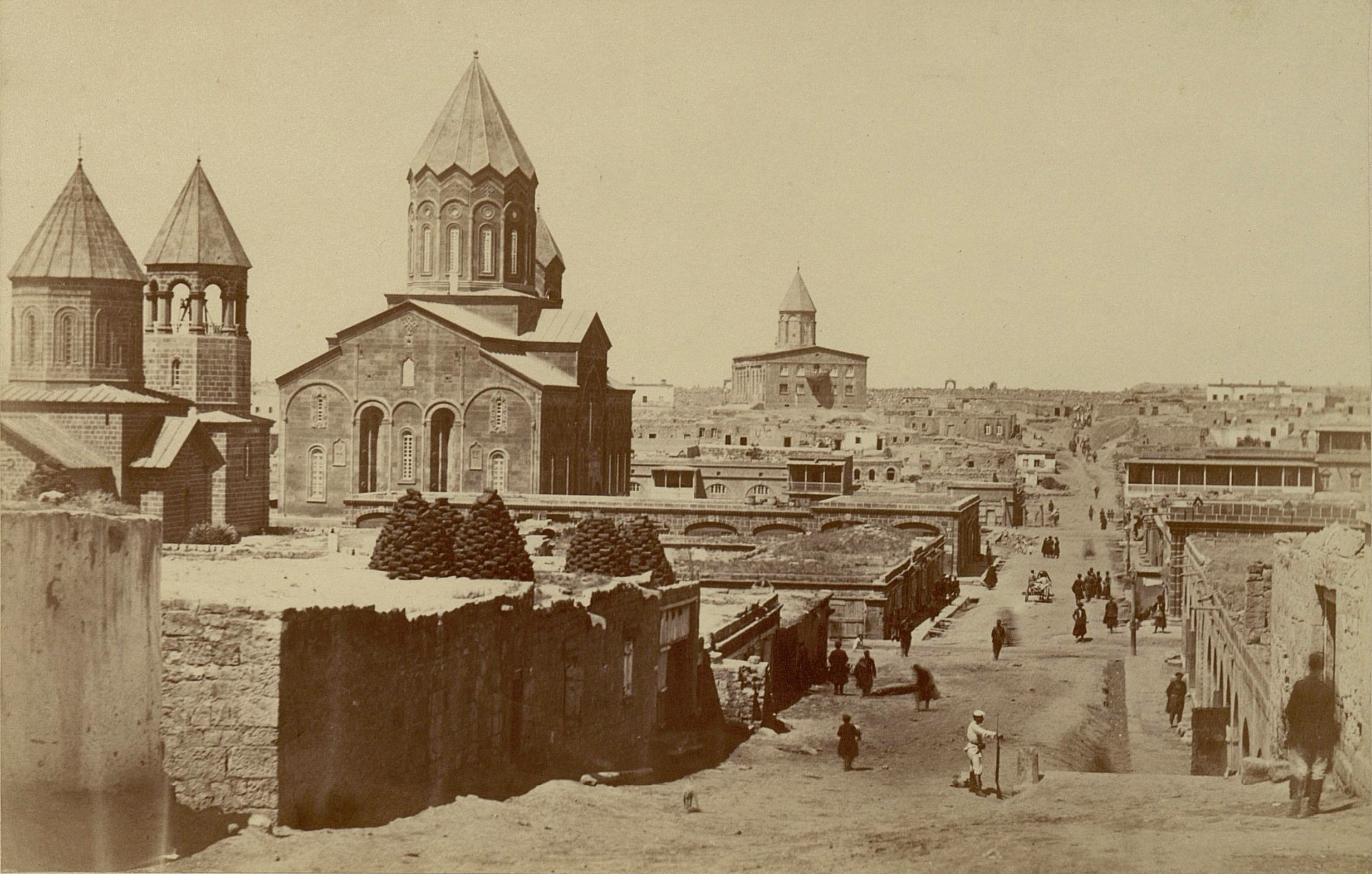
Вид на Александрополь и церковь
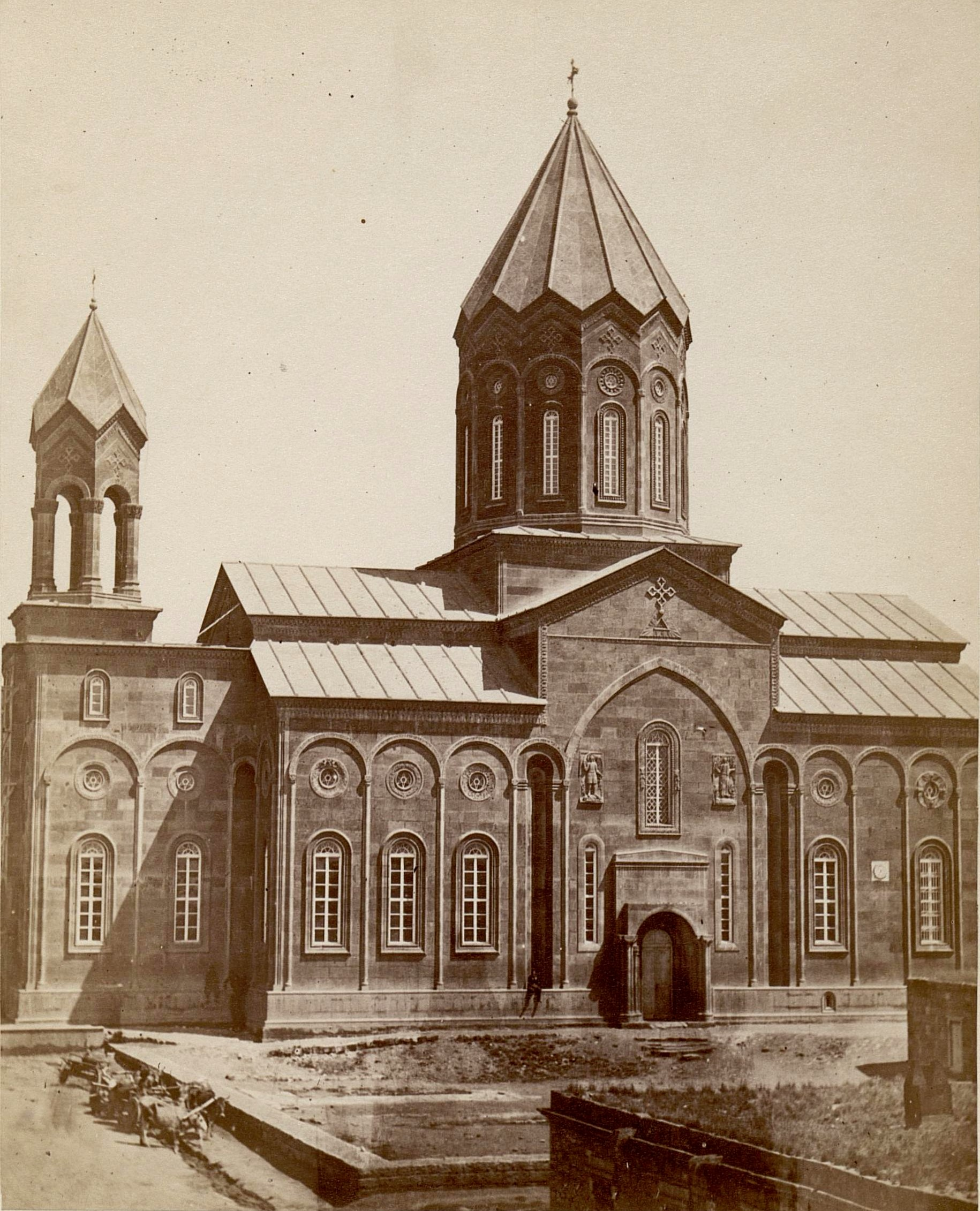
Церковь Христа Всеспасителя в конце 1870-х.
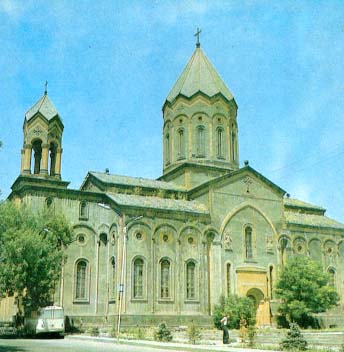
Церковь примерно в 1980-е годы (до 1988)

## Реконструкция
В 1995 году переговоры с архитектором Рафиком Егояном и дирижёром Лорисом Чкнаворяном завершились тем, что было принято решение начать восстановление церкви с одобрения губернатора Ширакской области Арарата Гомцяна. Восстановление шло на пожертвования, однако из-за сложного финансового положения останавливалось неоднократно. С 2002 года реконструкцией руководил бывший мэр Гюмри Вардан Гукасян. Восстановление фасада завершено в 2014 году: кресты освящены 21 июня 2014 года Верховным Патриархом и Католикосом всех армян Гарегином II и установлены на купол и колокольню.

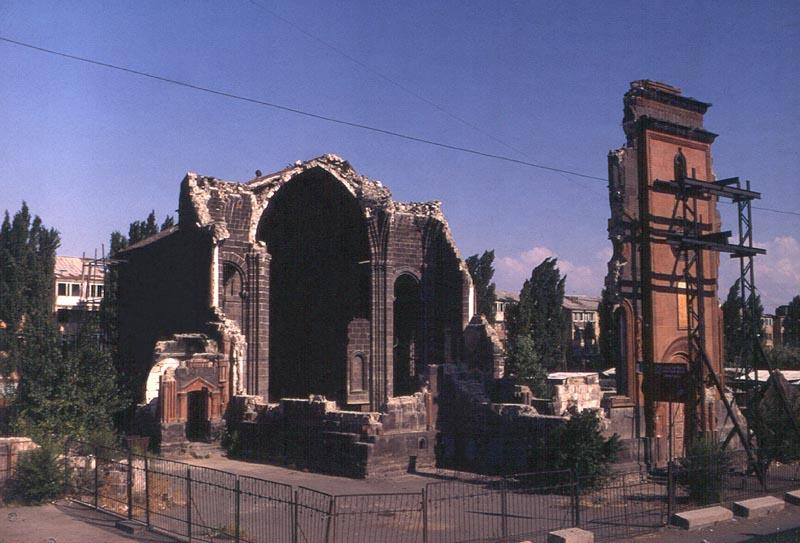
Состояние церкви после землетрясения
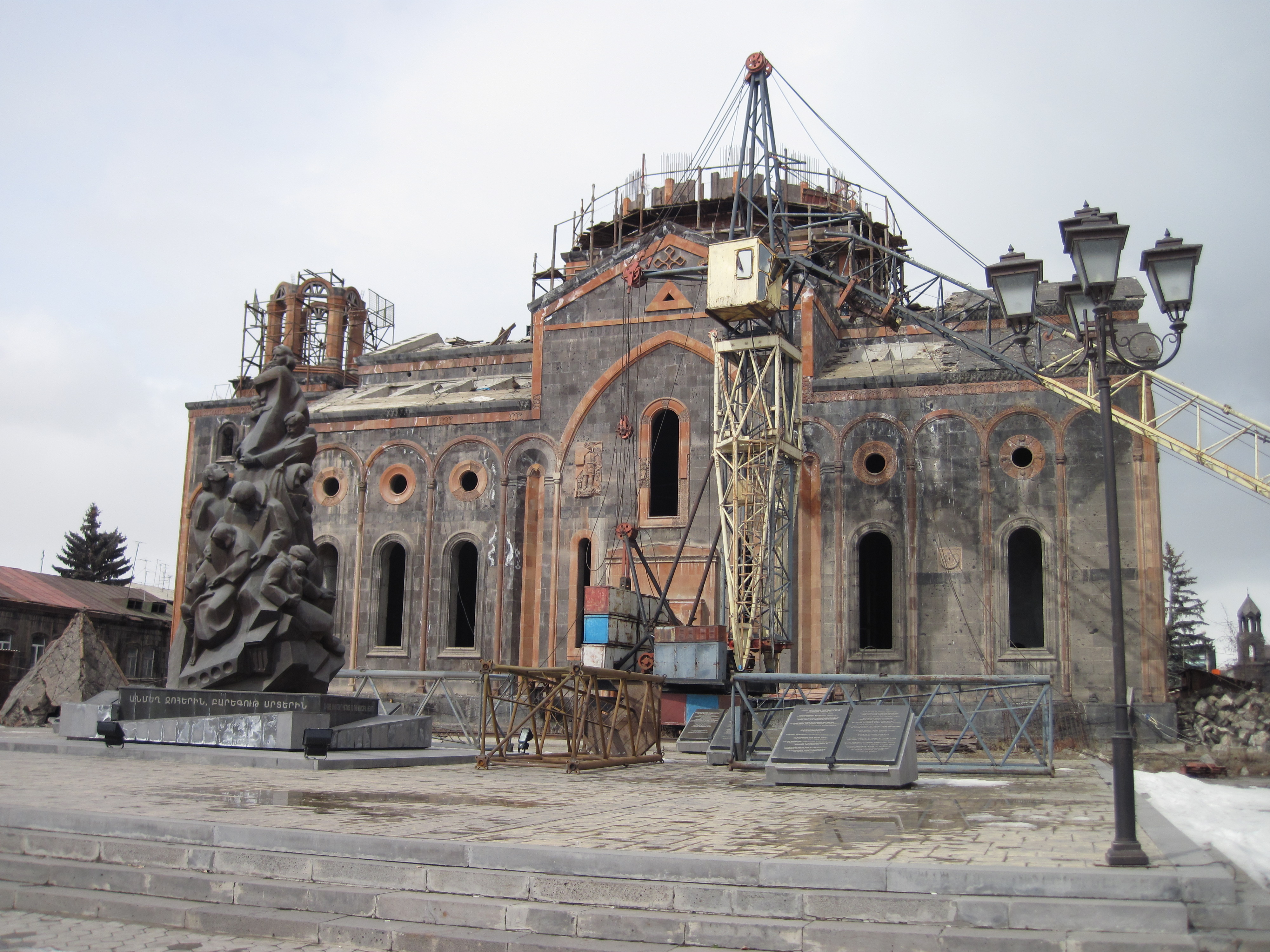
Реставрация в 2011 году
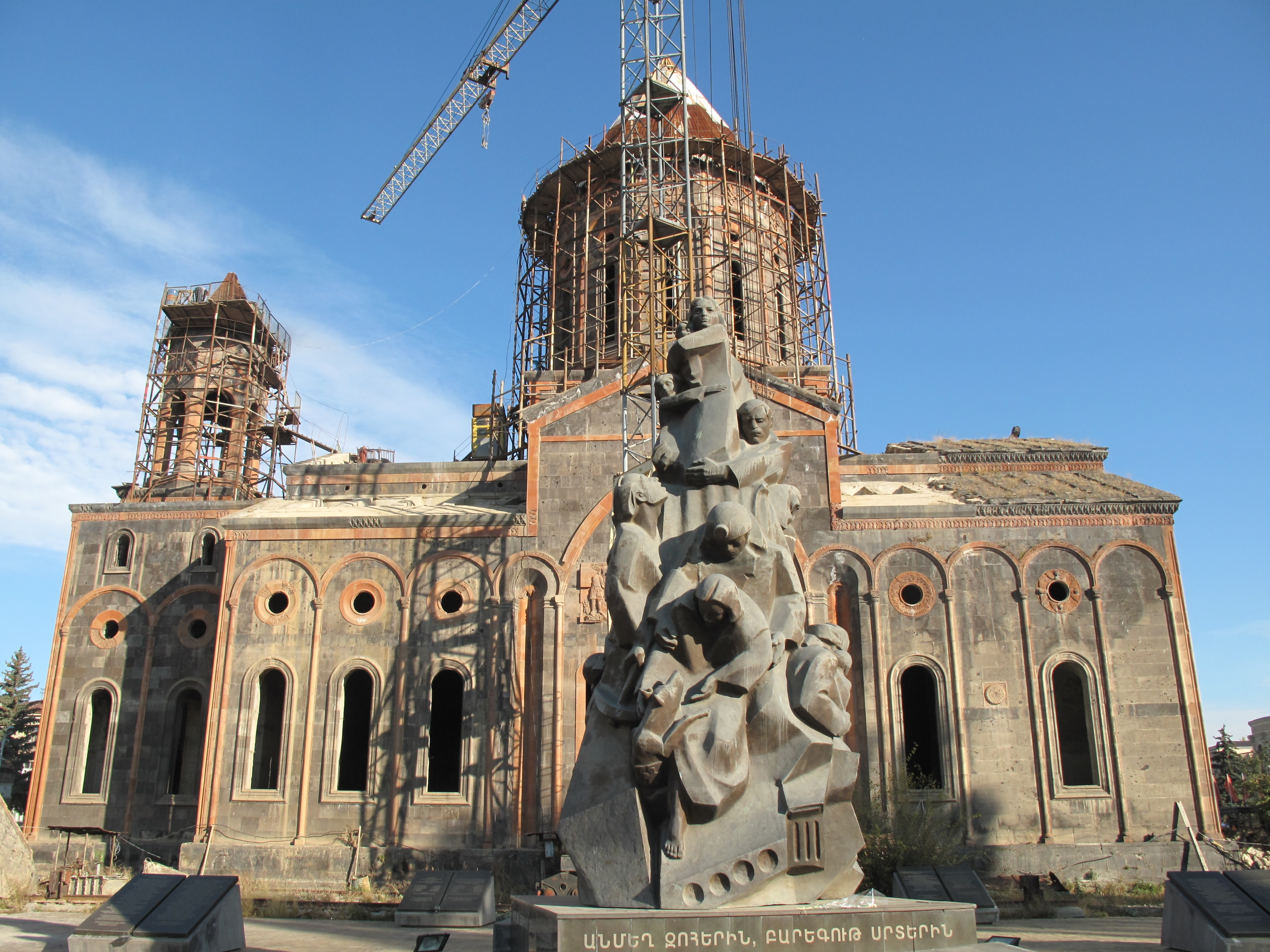
Реставрация в 2012 году

## Аллея хачкаров
В 2010 году стараниями Вардана Гукасяна во дворе Шаумянской церкви и на заднем дворе Церкви Спасителя были установлены более 20 хачкаров с резными крестами, сделанных гюмрийскими мастерами. Территория была прозвана Аллеей хачкаров, планируется установить более 100 таких хачкаров.

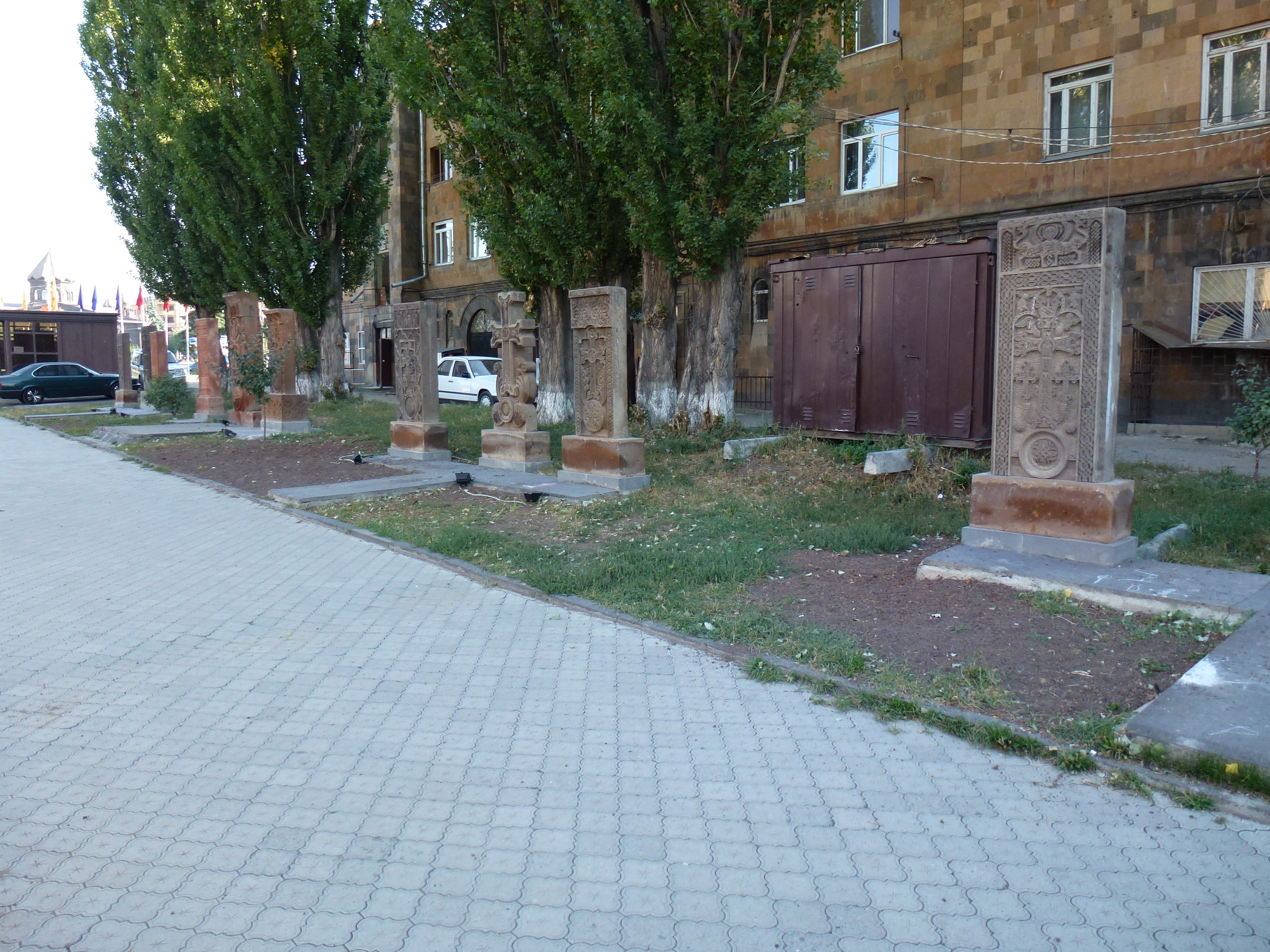
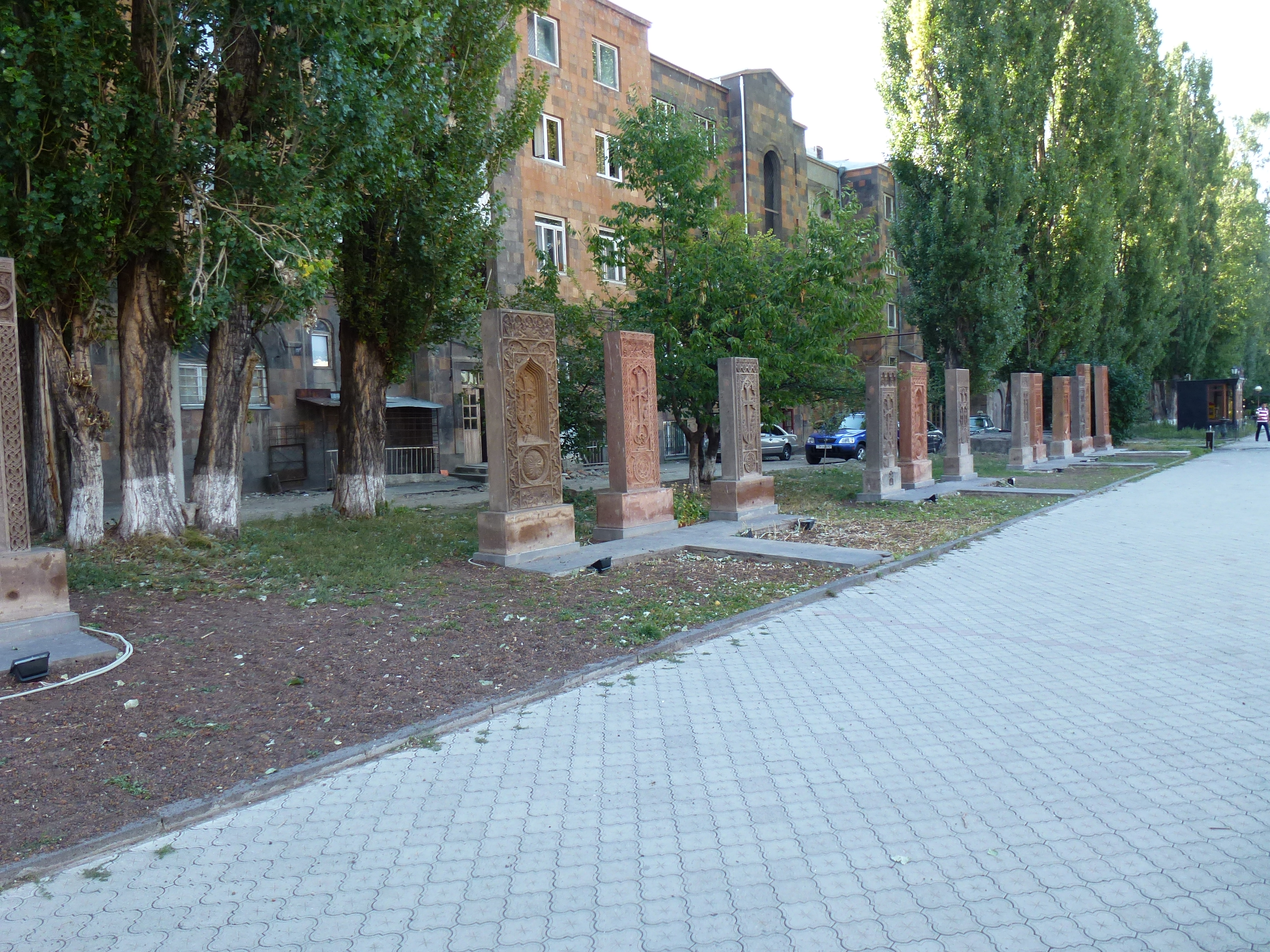

## Галерея

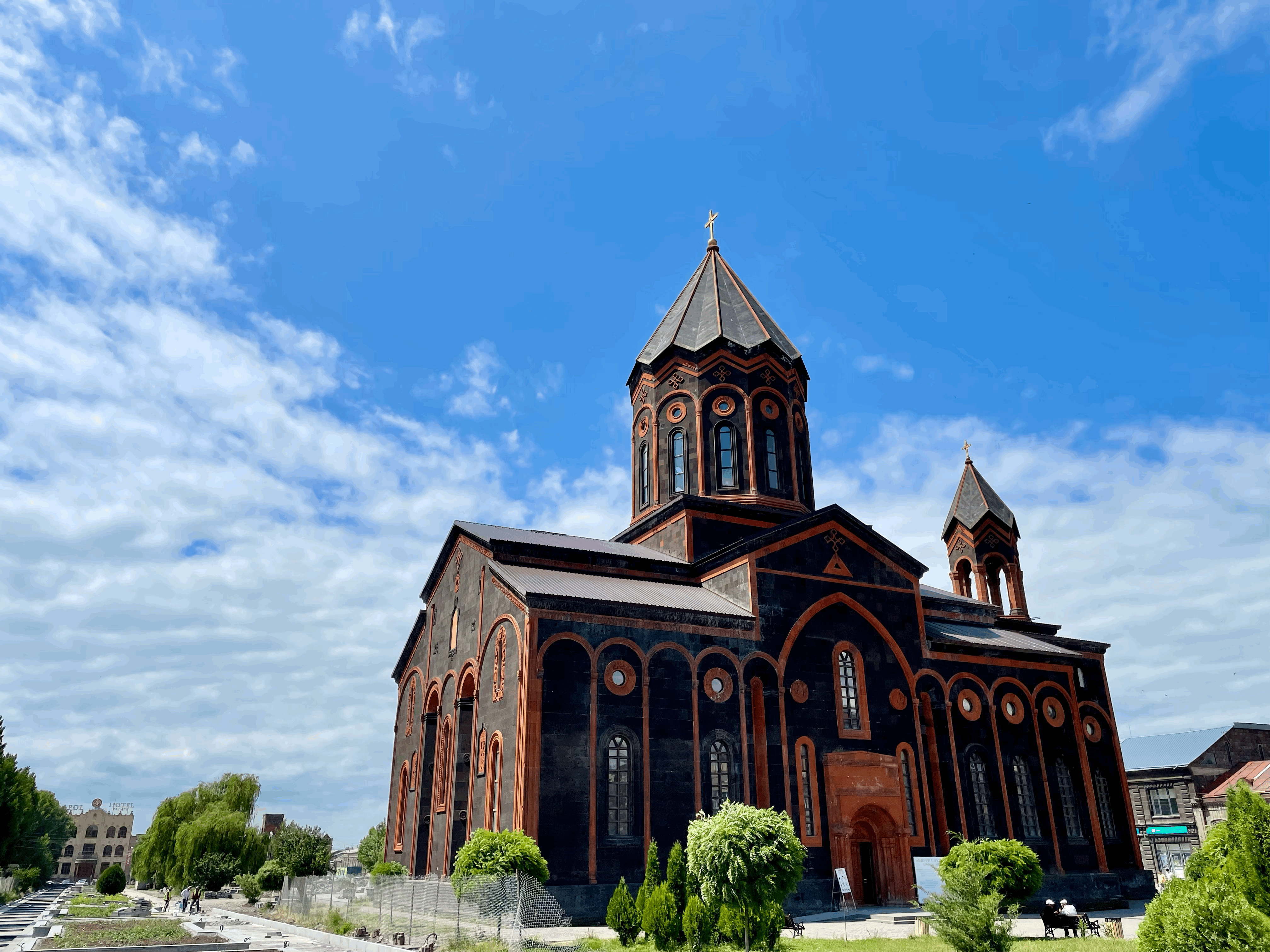
Вид на церковь
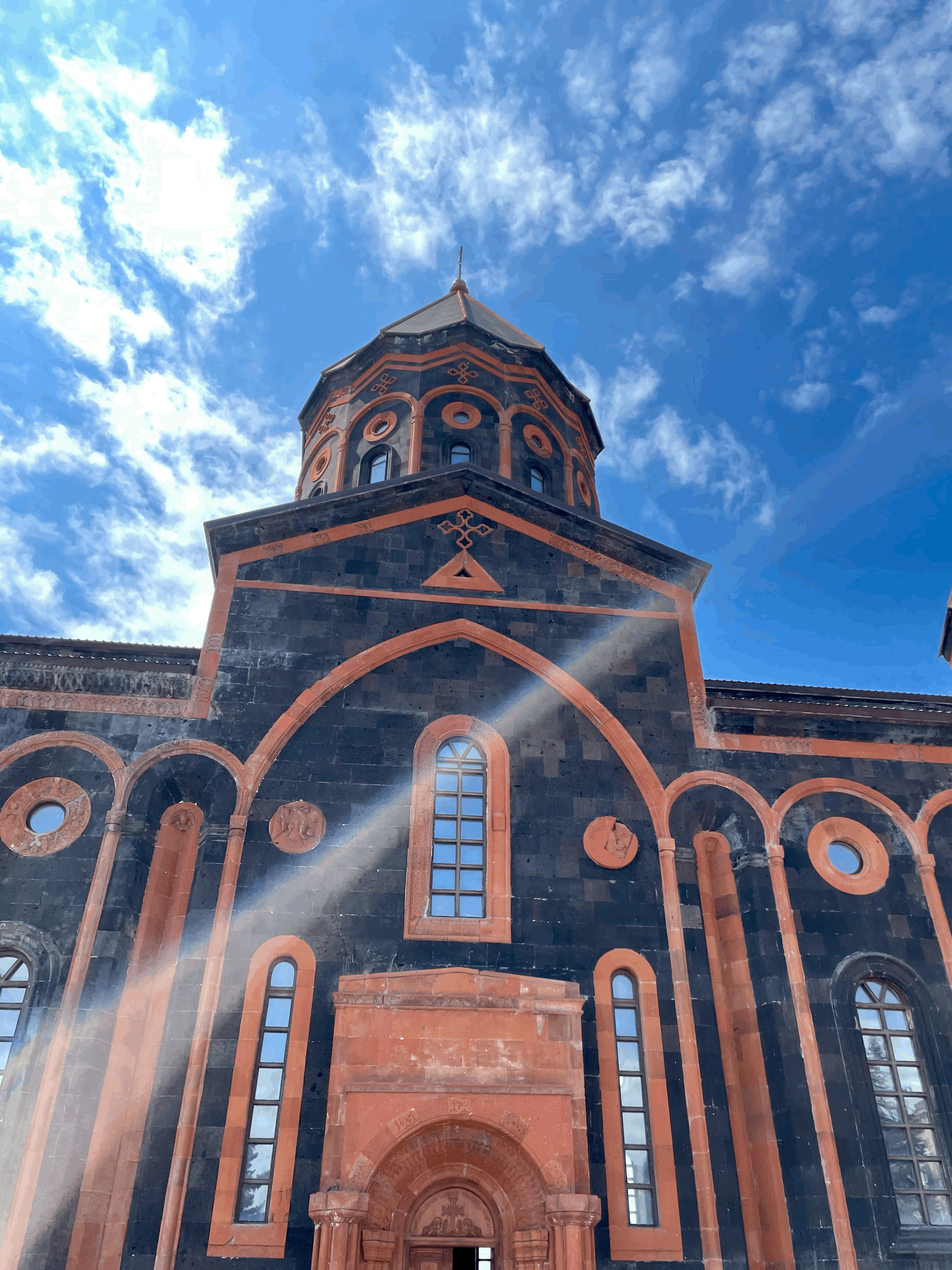
Главный вход
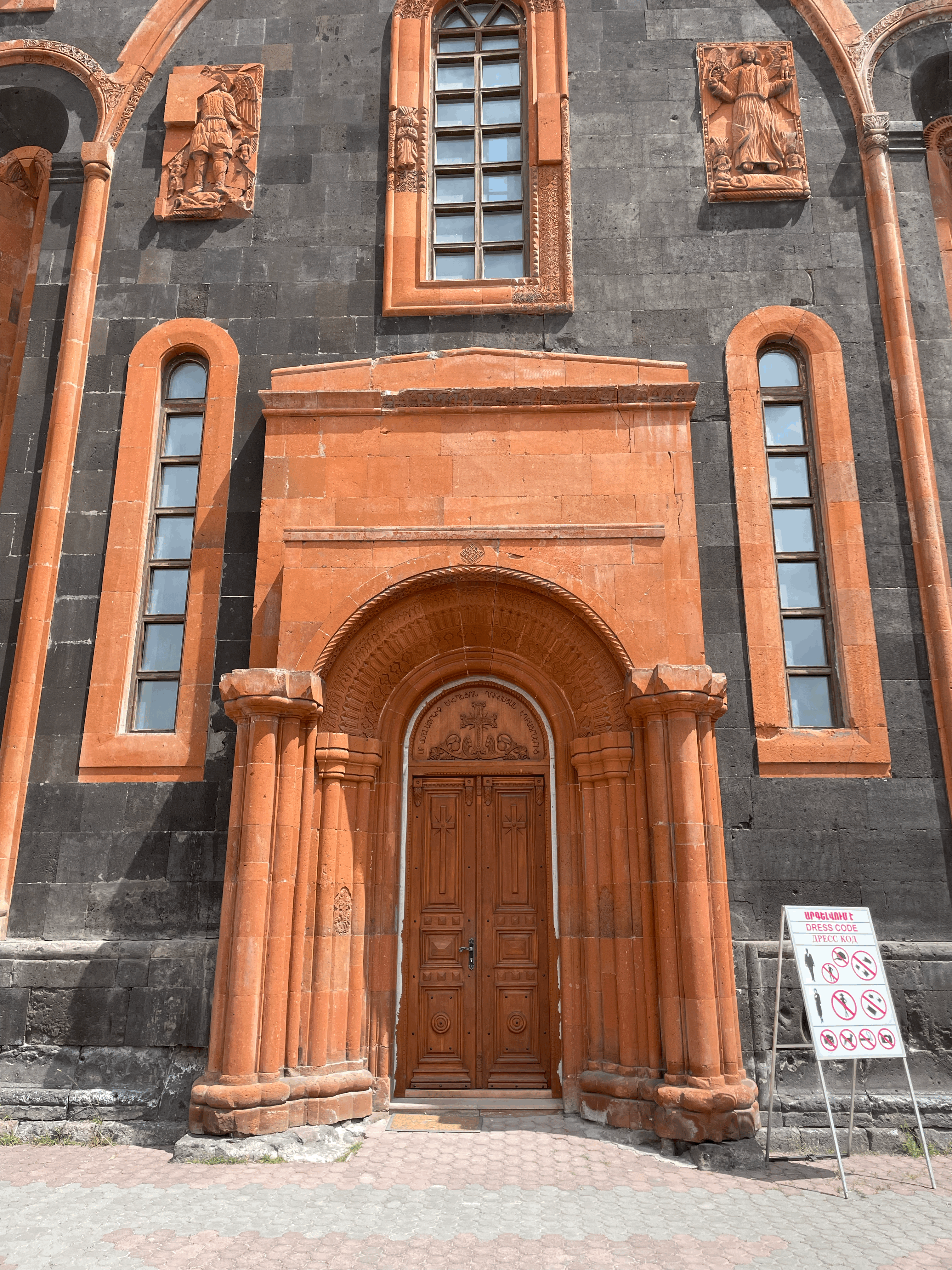
Западный вход
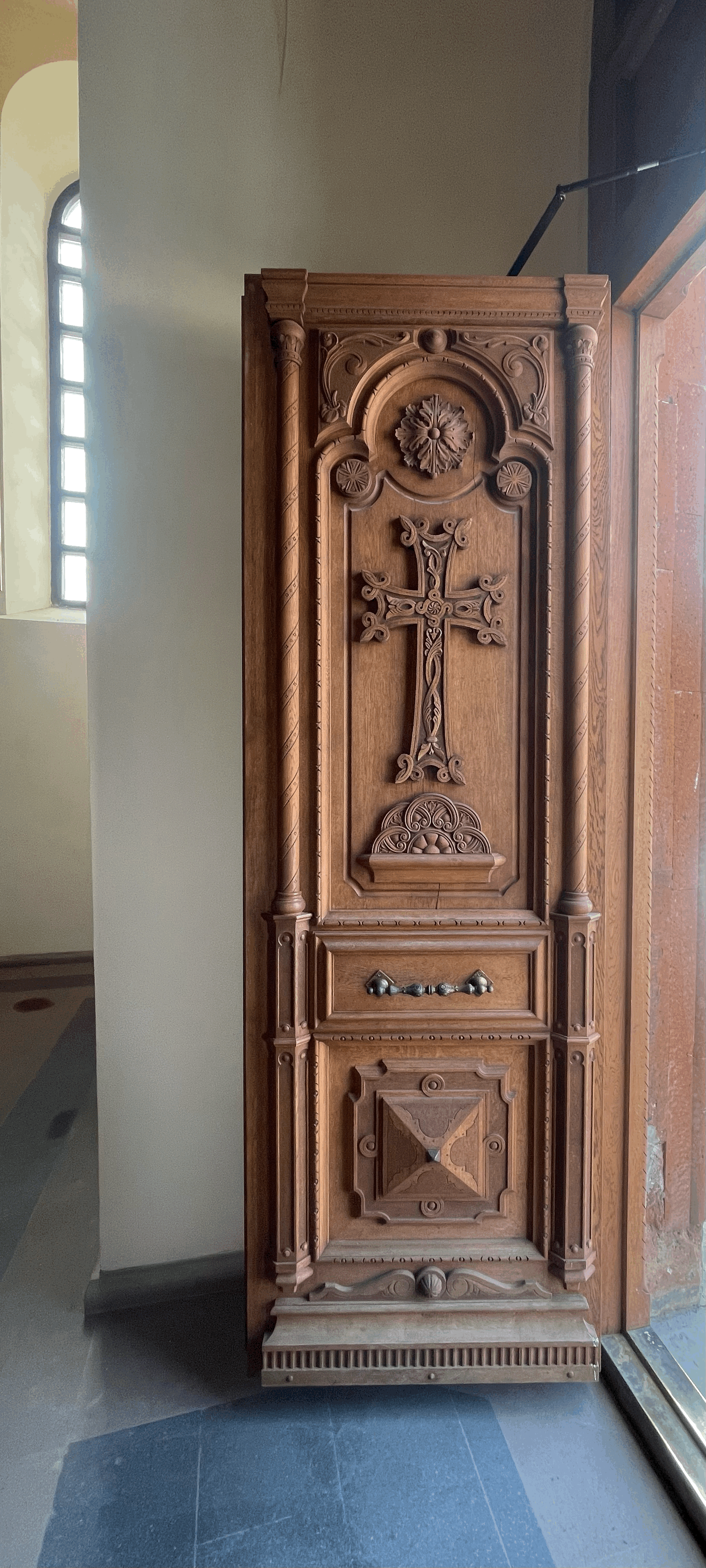
Дверь
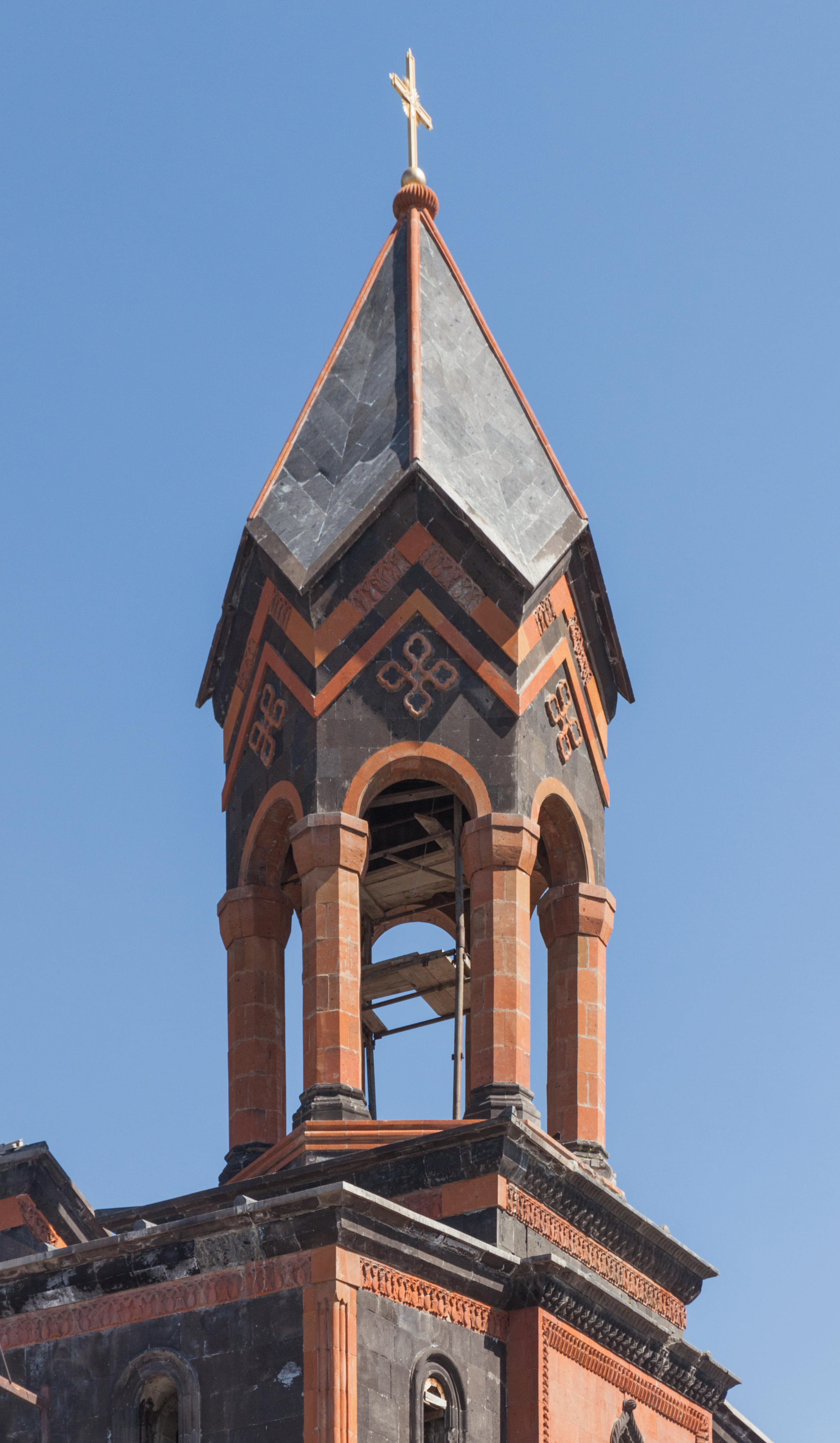
Колокольня
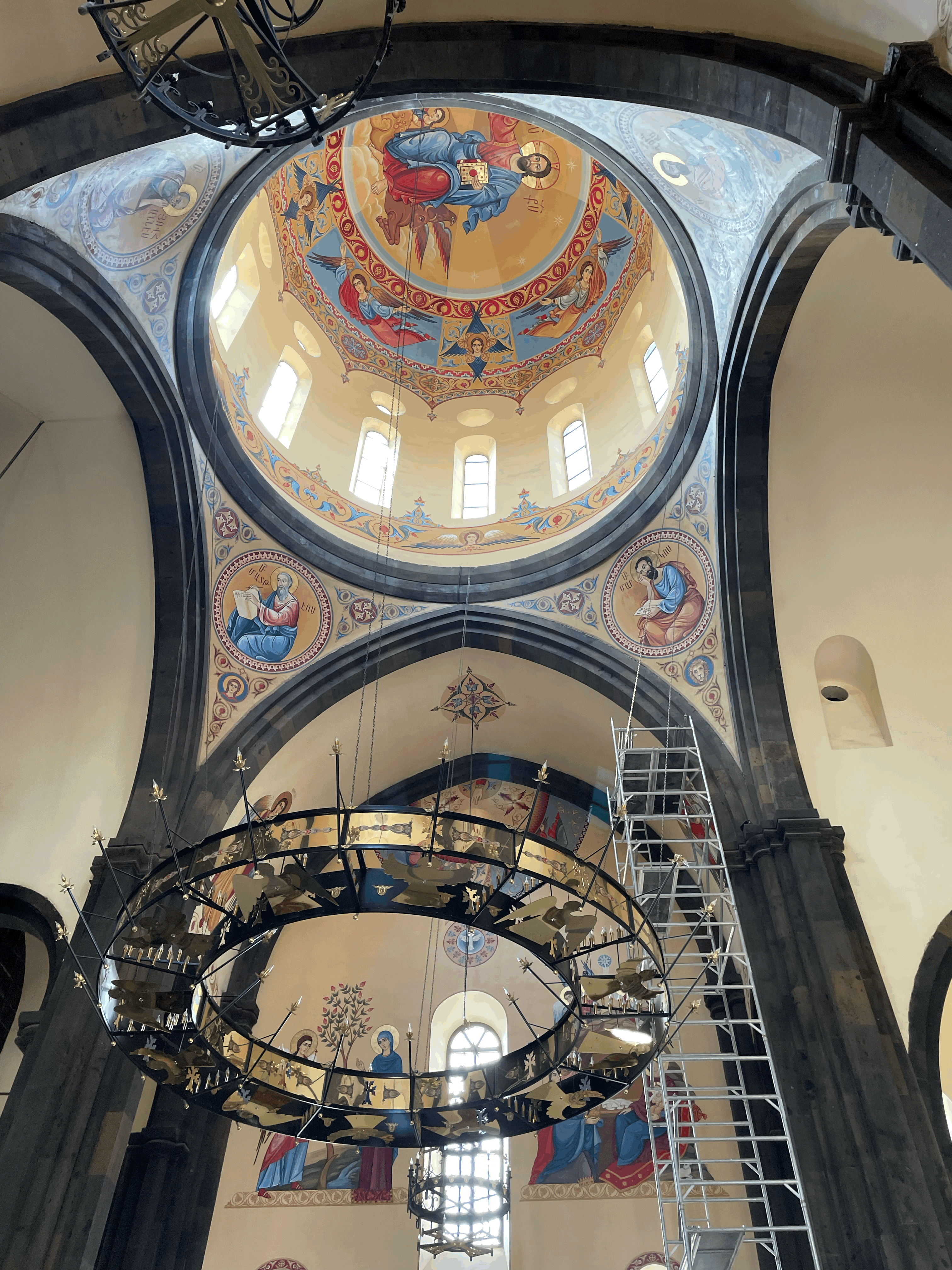
Купол церкви
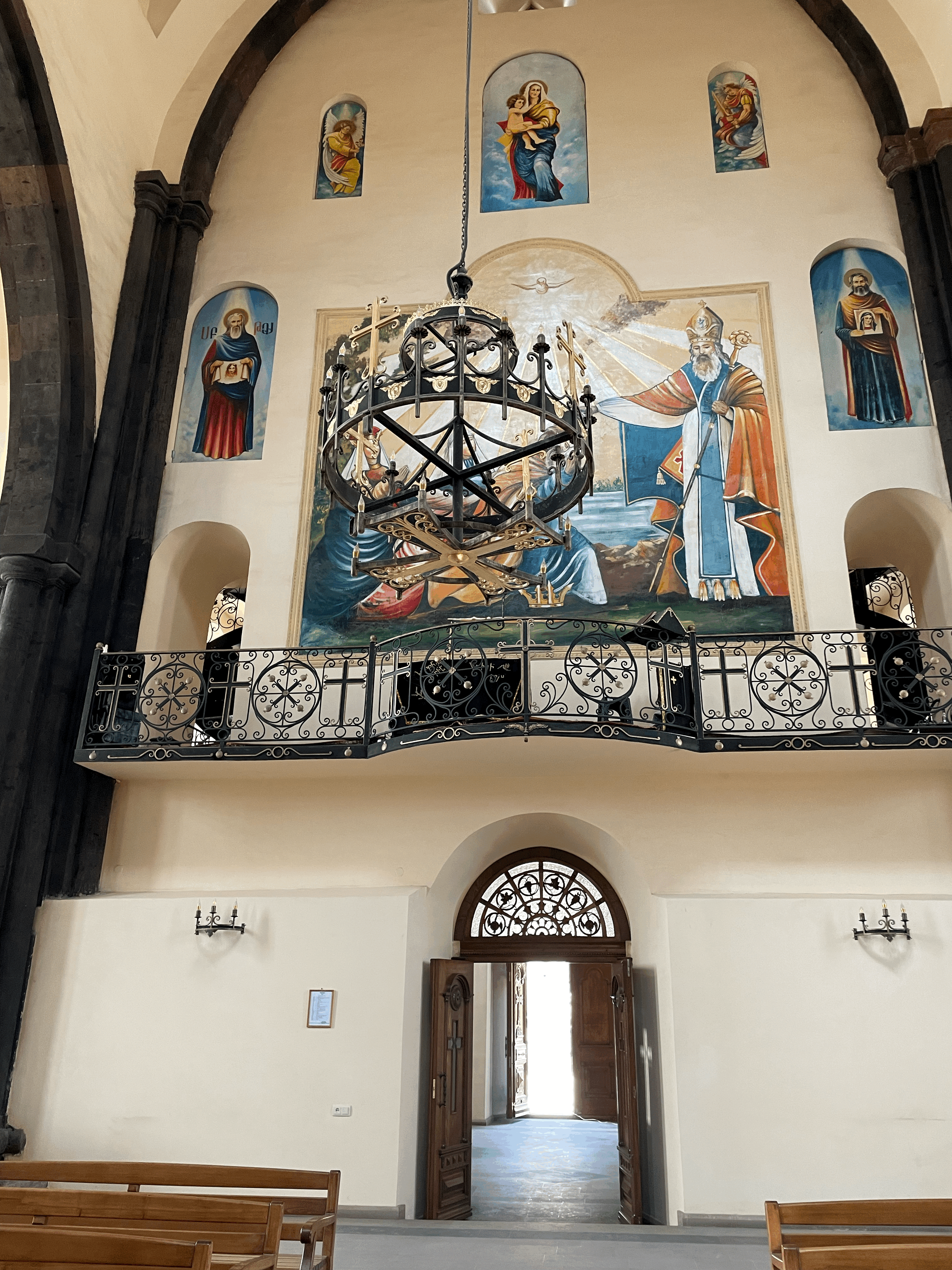
Балкон для церковного хора
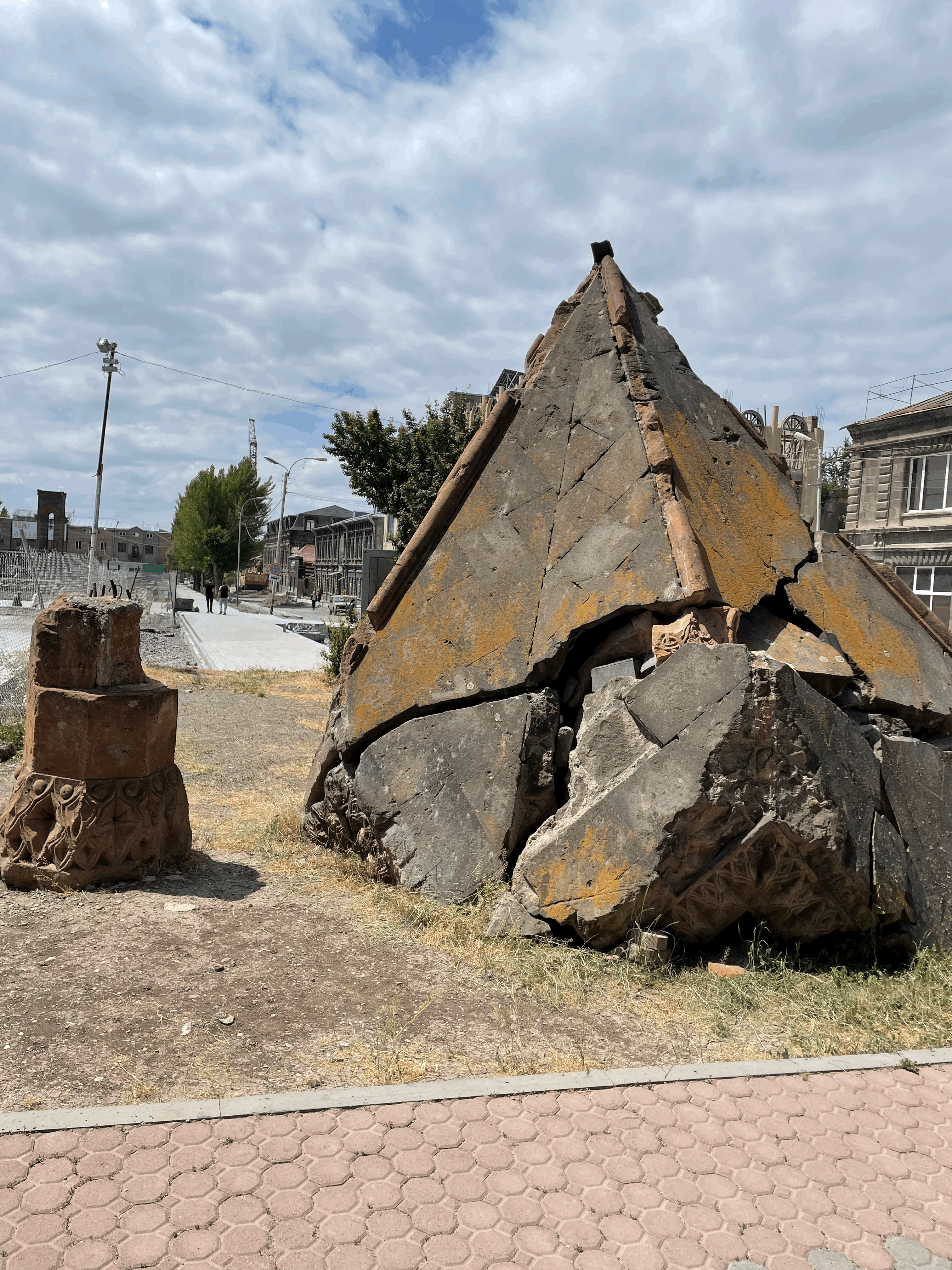
Разрушенный землетрясением 1988 года купол церкви